# Ronald Briones
Ronald Briones (Nueva Loja, Ecuador; 15 de junio de 2000) es un futbolista ecuatoriano. Juega como centrocampista y su equipo actual es Independiente del Valle de la Serie A de Ecuador.

## Trayectoria
Empezó en las categorías juveniles de Huaquillas Fútbol Club en 2015, al siguiente año se unió a la categoría sub-18 del América de Quito que disputaba por esos años la Segunda Categoría de Pichincha y el torneo de ascenso a nivel nacional, para 2017 pasó a Universidad Católica sub-20 para jugar algunos encuentros en el torneo nacional de la categoría. En 2019 firmó con el Club Sport Norte América, equipo de la Segunda Categoría, así en agosto de ese año fue cedido a España al Real Ávila Club de Fútbol y en enero de 2020 nuevamente fue cedido esta vez a la Sociedad Deportiva Lenense, ambos equipos jugaban en la Cuarta División del fútbol español.
En 2021 firmó por varias temporadas con Sociedad Deportiva Aucas en su regreso a Ecuador, tuvo su debut con el primer plantel en la Primera Categoría Serie A ese mismo año, esto se produjo el 4 de abril en la victoria 3-1 ante 9 de Octubre Fútbol Club en el estadio Modelo Alberto Spencer, entró al cambio al minuto 90+5 en sustitución de Luis Cano. Fue parte del equipo de 2022 que consiguió el primer título de Serie A en la historia del equipo oriental participando en catorce partidos y anotando tres goles, jugó la final ante Barcelona Sporting Club, continuó en el club hasta mediados de 2025 en total participó en 89 encuentros y alcanzó nueve anotaciones. En junio de 2025 se anunció su transferencia al Independiente del Valle con contrato hasta 2028.

## Estadísticas

### Clubes
Actualizado al último partido disputado el 2 de agosto de 2025.
| Club                              | Div.          | Temporada     | Liga  | Liga  | Liga   | Copas nacionales | Copas nacionales | Copas nacionales | Copas internacionales | Copas internacionales | Copas internacionales | Total | Total | Total  |
| Club                              | Div.          | Temporada     | Part. | Goles | Asist. | Part.            | Goles            | Asist.           | Part.                 | Goles                 | Asist.                | Part. | Goles | Asist. |
| --------------------------------- | ------------- | ------------- | ----- | ----- | ------ | ---------------- | ---------------- | ---------------- | --------------------- | --------------------- | --------------------- | ----- | ----- | ------ |
| Real Ávila C. F. · España         | 4.ª           | 2019-20       | 8     | 0     | 0      | —                | —                | —                | —                     | —                     | —                     | 8     | 0     | 0      |
| Real Ávila C. F. · España         | Total club    | Total club    | 8     | 0     | 0      | 0                | 0                | 0                | 0                     | 0                     | 0                     | 8     | 0     | 0      |
| S. D. Lenense · España            | 4.ª           | 2019-20       | 7     | 1     | 0      | —                | —                | —                | —                     | —                     | —                     | 7     | 1     | 0      |
| S. D. Lenense · España            | Total club    | Total club    | 7     | 1     | 0      | 0                | 0                | 0                | 0                     | 0                     | 0                     | 7     | 1     | 0      |
| S. D. Aucas · Ecuador             | 1.ª           | 2021          | 20    | 3     | 2      | —                | —                | —                | 5                     | 0                     | 0                     | 25    | 3     | 2      |
| S. D. Aucas · Ecuador             | 1.ª           | 2022          | 14    | 3     | 0      | —                | —                | —                | —                     | —                     | —                     | 14    | 3     | 0      |
| S. D. Aucas · Ecuador             | 1.ª           | 2023          | 11    | 0     | 0      | —                | —                | —                | 1                     | 0                     | 0                     | 12    | 0     | 0      |
| S. D. Aucas · Ecuador             | 1.ª           | 2024          | 18    | 1     | 3      | 0                | 0                | 0                | 2                     | 0                     | 0                     | 20    | 1     | 3      |
| S. D. Aucas · Ecuador             | 1.ª           | 2025          | 13    | 2     | 2      | 0                | 0                | 0                | 1                     | 0                     | 0                     | 14    | 2     | 2      |
| S. D. Aucas · Ecuador             | Total club    | Total club    | 76    | 9     | 9      | 0                | 0                | 0                | 9                     | 0                     | 0                     | 85    | 9     | 9      |
| Independiente del Valle · Ecuador | 1.ª           | 2025          | 7     | 1     | 0      | —                | —                | —                | 2                     | 0                     | 1                     | 9     | 1     | 1      |
| Independiente del Valle · Ecuador | Total club    | Total club    | 7     | 1     | 0      | 0                | 0                | 0                | 2                     | 0                     | 1                     | 9     | 1     | 1      |
| Total carrera                     | Total carrera | Total carrera | 98    | 11    | 9      | 0                | 0                | 0                | 11                    | 0                     | 1                     | 109   | 11    | 10     |
| 1.                                |               |               |       |       |        |                  |                  |                  |                       |                       |                       |       |       |        |

## Palmarés

### Campeonatos nacionales
| Título             | Club        | Año  |
| ------------------ | ----------- | ---- |
| Serie A de Ecuador | S. D. Aucas | 2022 |